# Fusil Type 65

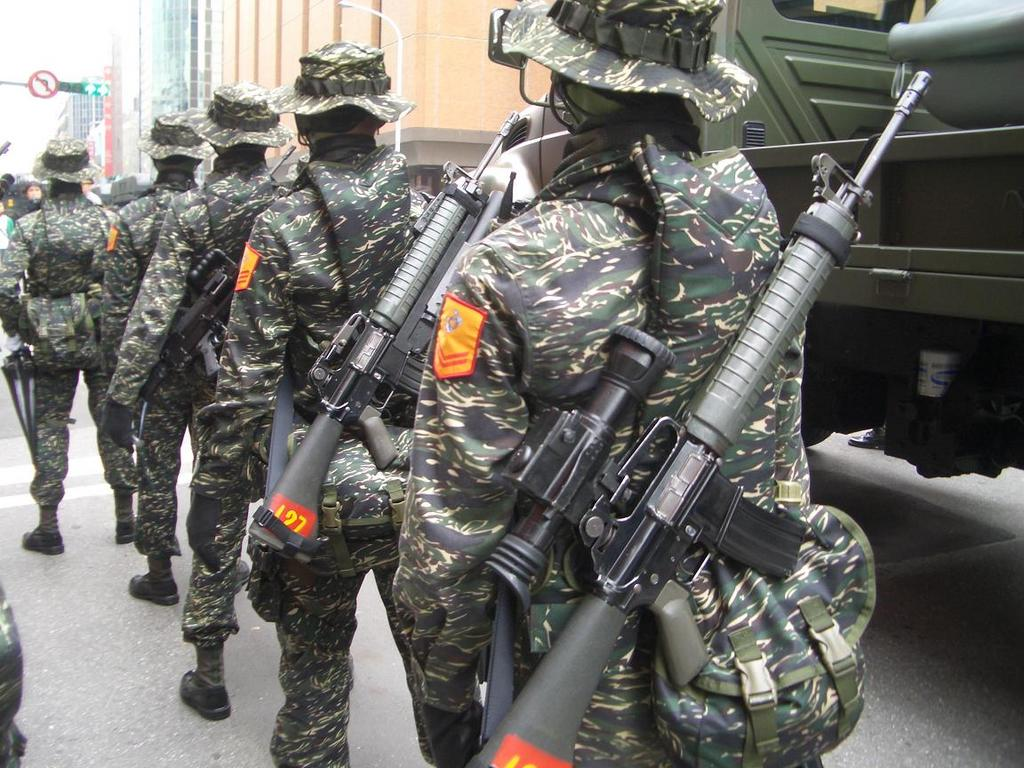
T65K2

Le fusil d'assaut Type 65 est une synthèse du M16A1 de l'AR-18 fabriqué par les Arsenaux taïwanais. Il équipe l'armée taïwanaise depuis 1976. Il en existe une version modernisée, avec la poignée de transport du M16 (T65K4ou T68)

## Variantes
- T65K2: Version courte mesurant 81 cm pour 3 kg
- T65K3 : Modèle de longueur médiane (880 mm pour 3,2 kg). Modèle du T86.

## Exportations
Les T68 ont été vendues à quelques armées latino-américaines :
- Salvador
- Guatemala
- Haïti
- Panama

Il a ainsi connu l'épreuve du feu lors de l'Opération Just Cause en 1989 mais aussi les longues guerres civiles guatémaltèque et salvadorienne dans les années 1980 et 1990.

## Sources
Cette notice est issue de la lecture des revues spécialisées de langue française suivantes :
- Cibles (Fr)
- Gazette des armes (Fr)
- Action Guns (Fr)
- Raids (Fr)
- Assaut (Fr)

Mais aussi  de la notice  en anglais de l'ouvrage suivant : 
- (en) Maxim Popenker et Anthony G. Williams, Assault rifle, Royaume-Uni, The Crowood Press, 28 mars 2005, 224 p. (ISBN 1861267002 et 978-1861267009)